# Mahinda Rajapaksa
Mahinda Rajapaksa (syng. මහින්ද රාජපක්ෂ, tamil. மகிந்த ராசபக்ச, ur. 18 listopada 1945 w Weerakatiya) – lankijski polityk, prezydent Sri Lanki w latach 2005–2015, premier Sri Lanki w latach 2004–2005, w 2018 i w latach 2019–2022.

## Życiorys
Mahinda Rajapaksa ukończył studia prawnicze i pracował w zawodzie adwokata. W życiu politycznym związał się z Partią Wolności Sri Lanki. Wieloletni współpracownik prezydent Chandriki Kumaratungi, w latach 1994–2001 pełnił funkcję ministra pracy i rybołówstwa. Po zwycięstwie wyborczym Partii Wolności został powołany na stanowisko premiera w kwietniu 2004, zastępując Ranila Wickremesinghe. Funkcję tę pełnił do listopada 2005.
Partia Wolności Sri Lanki wybrała go na swojego kandydata w wyborach prezydenckich, wyznaczonych na listopad 2005 (jednym z jego rywali w łonie partii był brat ustępującej prezydent Kumaratungi, Anura Bandaranaike). W wyborach pokonał nieznacznie swojego poprzednika na stanowisku premiera, Wickremesinghe, do czego miał przyczynić się bojkot elekcji przez Tamilów na północnym wschodzie Sri Lanki. 19 listopada 2005 Rajapaksa został zaprzysiężony na stanowisku prezydenta.
W listopadzie 2009 rozpisał wcześniejsze wybory prezydenckie, w których ubiegał się o reelekcję na stanowisku. 26 stycznia 2010 odniósł zwycięstwo w wyborach, zdobywając 57,8% głosów i pokonując głównego kontrkandydata, generała Saratha Fonsekę. W kwietniu 2010 koalicja wyborcza Partii Wolności Sri Lanki odniosła zwycięstwo w wyborach parlamentarnych. 
W wyborach prezydenckich, które odbyły się 8 stycznia 2015 przegrał z kandydatem Nowego Frontu Demokratycznego Maithripalą Siriseną, uzyskując 47,58% głosów. Następnego dnia złożył urząd szefa państwa. 

## Życie prywatne
Jego ojciec Don Alwin Rajapaksa zasiadał w parlamencie w latach 1947–1960. Jego dwaj synowie – Yoshitha i Namal, reprezentują kraj w rugby union.